# Charles Julien Brianchon
Charles Julien Brianchon, född 1783, död 1864, var en fransk matematiker.
Brianchons sats (”Om en sexhörning är omskriven kring ett kägelsnitt, går de tre förbindelselinjerna mellan motstående vinkelspetar genom samma punkt”) är reciprokationen av och den projektiva dualen till Pascals sats.